# Bramus
Bramus – rodzaj ssaków z podrodziny karczowników (Arvicolinae) w obrębie rodziny chomikowatych (Cricetidae).

## Rozmieszczenie geograficzne
Rodzaj obejmuje gatunki występujące w Turcji, Azerbejdżanie, Armenii, Turkmenistanie, Iranie, Afganistanie i Pakistanie.

## Morfologia
Długość ciała (bez ogona) 98–145 mm, długość ogona 7–20 mm; masa ciała 34–101 g.

## Systematyka
Rodzaj zdefiniował w 1892 roku francuski paleontolog, geolog i botanik Auguste Nicolas Pomel w artykule poświęconym nowemu kopalnemu rodzajowi gryzoni z czwartorzędowych fosforytów Berberii, opublikowanym w czasopiśmie Comptes rendus hebdomadaires de l’Académie des Sciences. Gatunkiem typowym jest (oznaczenie monotypowe) jest wymarły Bramus barbarus.

### Etymologia
- Myospalax: gr. μυς mus, μυος muos ‘mysz’; σπαλαξ spalax, σπαλακος spalakos ‘kret’[8]. Gatunek typowy (oznaczenie monotypowe): Georychus fuscocapillus Blyth, 1843.
- Bramus: etymologia niejasna, Pomel nie wyjaśnił znaczenia nazwy rodzajowej[9].
- Afganomys (Afghanomys): Afganistan; gr. μυς mus, μυος muos „mysz”[10]. Gatunek typowy (oryginalne oznaczenie): Georychus fuscocapillus Blyth, 1843.

### Podział systematyczny
Gatunki z tego rodzaju zaliczane były do rodzaju (w randze podrodzaju Afganomys) Ellobius i w świetle nowszych badań zostały przeniesione do rodzaju Bramus obejmującego kilka wymarłych gatunków. Do rodzaju należą następujące występujące współcześnie gatunki:
| Grafika | Gatunek              | Autor i rok opisu | Nazwa zwyczajowa       | Podgatunki         | Rozmieszczenie geograficzne | Podstawowe wymiary                        | Status IUCN |
| ------- | -------------------- | ----------------- | ---------------------- | ------------------ | --- | ----------------------------------------- | ----------- |
|         | Bramus fuscocapillus | (Blyth, 1843)     | ślepuszonka południowa | gatunek monotypowy | północno-wschodni i południowo-wschodni Iran, zachodni, południowy i wschodni Turkmenistan, Afganistan oraz marginalnie w zachodnim Pakistanie (Beludżystan) | DC: 9,8–14,5 cm DO: 0,9–2 cm MC: 34–101 g | LC          |
|         | Bramus lutescens     | (O. Thomas, 1897) | ślepuszonka górska     | gatunek monotypowy | wschodnia Turcja (wschodnia Anatolia), Armenia, południowo-zachodni Azerbejdżan (Nachiczewańska Republika Autonomiczna) i północno-zachodni Iran             | DC: 10–14 cm DO: 0,7–1,9 cm MC: 58–84 g   | LC          |

Kategorie IUCN:  LC  – gatunek najmniejszej troski.
Opisano również gatunki wymarłe:
- Bramus africanus (Jaeger, 1988)[15] (Algieria; plejstocen)
- Bramus atlanticus (Jaeger, 1988)[15] (Maroko; plejstocen)
- Bramus barbarus Pomel, 1892[16] (Algieria; plejstocen)
- Bramus pomeli (Tesakov, 2016)[17] (Armenia; plejstocen)
- Bramus primigenius (Lychev & Savinov, 1974)[18] (Kazachstan; pliocen)
- Bramus tarchancutensis (Topachevsky, 1963)[19] (Ukraina; pliocen)
- Bramus zimae (Jaeger, 1988)[15] (Maroko; plejstocen)